# Limbo (język programowania)
Limbo – język programowania przeznaczony do tworzenia systemów rozproszonych oraz programów dla systemu operacyjnego Inferno. Limbo został stworzony w Bell Labs przez Dennisa Ritchie, Seana Dorwarda, Phila Winterbottoma i Roba Pike’a.
Kompilator Limbo generuje kod pośredni, niezależny od danej architektury procesora, który następnie jest wykonywany przez wirtualną maszynę o nazwie Dis lub też kompilowany w kod maszyny docelowej tuż przed jego wykonaniem dla zwiększenia wydajności. Tak więc wszystkie programy dla Limbo są przenośne pomiędzy dowolnymi platformami Inferno.
Sposób rozwiązania problemu urównoleglenia operacji zastosowany w Limbo czerpie inspirację z Communicating Sequential Processes (CSP) Hoare’a.

## Cechy języka
Język oprogramowania Limbo wykazuje się następującymi cechami:
- modularność
- programowanie współbieżne
- twarde sprawdzanie zgodności typów w trakcie kompilacji
- komunikacja międzyprocesowa za pośrednictwem kanałów określonego rodzaju
- automatyczne zwalnianie nieużywanych zasobów
- proste abstrakcyjne typy danych

## Przykłady
W składni Limbo można dostrzec zarówno wpływy języka C, jak i Pascala oraz jego następców.
```
name := type value;
name0,name1 : type = value;
name2,name3 : type;
name2 = value;
for (expr1 ; expr2 ; expr3) statement.
```

### „Witaj, Świecie!”
```
 
implement
 
Command
;

 
include
 
"sys.m"
;

     
sys
:
 
Sys
;

 
include
 
"draw.m"
;

 
include
 
"sh.m"
;

 
init
(
nil
:
 
ref
 
Draw
->
Context
,
 
nil
:
 
list
 
of
 
string
)

 
{

     
sys
 
=
 
load
 
Sys
 
Sys
->
PATH
;

     
sys
->
print
(
"Hello World!
\n
"
);

 
}

```

## Literatura
Trzecie wydanie systemu operacyjnego Inferno oraz język oprogramowania Limbo są opisane w podręczniku Inferno Programming with Limbo ISBN 0-470-84352-7 (Chichester: John Wiley & Sons, 2003), by Phillip Stanley-Marbell. Inny podręcznik – „The Inferno Programming Book: An Introduction to Programming for the Inferno Distributed System”, autorstwa Martina Atkinsa, Charlesa Forsytha, Roba Pike’a i Howarda Trickeya, nie został nigdy dokończony.